# JKエレジー
『JKエレジー』（ジェイケイえれじい）は、2018年に制作された日本映画。

## 概要
経済的な問題や家庭の事情で、将来が見えない現代の日本における女子高生(JK)の視点から、学校や社会のゆがみ、友情を描いた青春映画である。
『酸欠の海』を監督しPFFアワード2005に入選、映像制作とWebデザインを主軸としたプロダクション「16bit.」を設立した松上元太の劇場映画デビュー作で、きりゅう映画祭による“きりゅうシネマ”の1本として製作された短編をもとにしている。
ミスiD2017で「ファンタジスタさくらだ賞」を受賞した希代彩が主演を務めた。
2019年1月、アメリカのユタ州パークシティで行われたスラムダンス映画祭に、唯一の日本映画として出品され、希代が優秀演技賞を受賞した。
2019年3月、第14回 大阪アジアン映画祭で「JAPAN CUTS Award」を受賞した。

## ストーリー
17歳の女子高生梅田ココアは、群馬県桐生市の貧しい父子家庭で暮らしており、家計を助けるために遊園地の売店でアルバイトをしている。
父のシゲルは、妻に先立たれてから精神的に落ち込み、働いていない。生活保護を受けながらも、なけなしの金をギャンブルにつぎ込み、だらしなく過ごしている。
兄のトキオは、漫才師を目指していたが挫折し、勉強と称してテレビのお笑い番組ばかり見ているニートである。
将来に希望がもてないココアだったが、成績は優秀で、この状況から抜け出すために大学へ通おうと思っている。しかし、金銭的に苦しいため、進学を諦めていた。
ココアは密かに、兄トキオの元相方であるカズオが撮影・販売しているビデオに出演し、小遣い稼ぎをしていた。
そのビデオは、「クラッシュビデオ」と呼ばれ、空き缶やペットボトル、食品や動植物に至るまで、物体が女性に踏み潰される様子を見て性欲を満たすマニア向けの動画だった。
当初、カズオから無理やり頼みこまれ出演していたが、次第に本人もその気になっていた。
カズオは、ビデオの売り上げを伸ばすため、裏社会の横山と組むことにする。
ある時ココアは、能力があっても経済的な理由で進学できない学生を支援する奨学金制度があることを知り、さらに親戚から母が亡くなるまで進学に必要な金を貯めていたことを知らされる。
その貯金とクラッシュビデオの出演料を合わせれば学費が工面できると思ったココアは、特待生になるべく一念発起してさらに努力を重ねる。
数少ない友人のサクラも大学への進学を希望しており、もう一人の友人アイコは年上の彼氏と交際中に妊娠し母親になろうとしていた。
それぞれの未来へ歩みだす友人たちに刺激を受けながら、ココアは自らの将来に対し希望をもち始める。
そんな中、父のシゲルは、競艇に行っていたことが役人に知られ、生活保護が打ち切られる。
ココアは、シゲルに母の貯金について問いただすと、使い込んでしまったと明かされ激怒する。
ココアもクラッシュビデオの出演が学校に知られ、特待生から外されてしまい、友人たちとの間にも亀裂が入る。
さらに、兄のトキオが、ココアの貯金を盗み出して家を出る。
その夜、カズオは横山とトラブルになり、金の入った横山のバッグを持ち去る。
絶望しながら夏祭りを見ていたココアを発見したカズオは、彼女に盗んだバッグを渡すが、横山に見つかり車で連れ去られる。
カズオのスマートフォンで呼び出されたココアは、つるはしで横山の車を襲撃する。そして、バッグを投げ返す。
夜が明け、ココアは、祭りから帰らず浴衣を着たまま河川敷で待っていたサクラとアイコを見つめる。

## キャスト
- ココア - 希代彩
- カズオ - 猪野広樹
- サクラ - 芋生悠
- アイコ - 小室ゆら
- シゲル - 川瀬陽太
- トキオ - 前原滉
- 横山 - 阿部亮平
- ココアの担任 - 山本剛史
- 生活支援課の役人 - 森本のぶ